# Mark Barry
Mark A. Barry (Leeds, 13 de maio de 1964) é um ex-ciclista britânico que competiu em duas provas nos Jogos Olímpicos de 1948, em Los Angeles.